# Malin Güettler
Malin Güettler, född 7 mars 1975, är en svensk skådespelare.

## Biografi
Güettler är utbildad vid Teaterhögskolan i Malmö och Den Ny Dramaskole i Köpenhamn. På scenen har hon arbetat på Göteborgs stadsteater, Folkteatern i Göteborg, Malmö Dramatiska Teater och Kungliga Dramatiska Teatern.
Hon har även varit med i TV-serien Skeppsholmen (2002) och varit röstskådespelare i den svenska dubbningen av den animerade filmen Det regnar köttbullar, samt spelat i kortfilmerna Under tiden (1999), Flamingo (2003) och Emellan (2009).

## Filmografi
- 1999 – Under tiden
- 2002 – Skeppsholmen (TV-serie)
- 2003 – Flamingo
- 2009 – Det regnar köttbullar
- 2009 – Emellan
- 2025 – Genombrottet (TV-serie)

## Teater

### Roller (ej komplett)
| År   | Roll        | Produktion                                                | Regi            | Teater                  |
| ---- | ----------- | --------------------------------------------------------- | --------------- | ----------------------- |
| 2002 | Medverkande | Älska mej! Eva Ahremalm                                   | Maria Johansson | Teater Martin Mutter    |
| 2004 |             | Utsikt från en bro (A view from the bridge) Arthur Miller | Thomas Müller   | Malmö Dramatiska Teater |
| 2015 | Medverkande | Landskap med vinterfåglar Jacob Hirdwall                  | Jacob Hirdwall  | Stockholms stadsteater  |
| 2016 |             | Yta (Shape of things) Neil LaBute                         | Karl Seldahl    | Kompani1                |